# 백찬기 (배우)
백찬기(1948년 1월 11일 ~ )는 대한민국의 배우이다.

## 학력
- 대성고등학교

## 드라마
- 1980년 KBS1 《달동네》- 김동철 역
- 1982년 KBS1 《풍운》- 정여창 역
- 1983년 KBS1 《개국》- 신돈 역
- 1984년 KBS1 《독립문》- 이용익 역
- 1984년 KBS1 《딸의 미소》
- 1985년 KBS1 《황토》
- 1986년 KBS2 《길손》
- 1987년 KBS1 《이차돈》
- 1987년 KBS1 《토지》- 칠성이 역
- 1987년 KBS2 《TV 손자병법》
- 1988년 KBS2 《그 해 겨울은 따뜻했네》
- 1989년 KBS1 《조명하》
- 1989년 KBS2 《무풍지대》- 휘발유 역
- 1989년 KBS1 《영주의 증명》
- 1990년 KBS1 《바람소리》
- 1990년 KBS2 《파천무》- 효령대군 이보 역
- 1990년 KBS1 《밤기차》
- 1990년 KBS1 《몽기미 풍경》
- 1992년 KBS2 《적색지대》- 쌍칼 역
- 1993년 SBS 《산다는 것은》- 카센터 사장 역
- 1993년 KBS1 《먼동》
- 1993년 KBS1 《시인과 광인》
- 1993년 KBS2 《백색미로》
- 1995년 KBS1 《찬란한 여명》- 백낙연 역
- 1996년 KBS1 《용의 눈물》- 박두언 역
- 1997년 KBS2 《상사와 아내》
- 1999년 KBS2 《어사출두》
- 2005년 MBC 《신돈》- 관선생 역
- 2006년 MBC 《거침없이 하이킥 》- 골프 동호회에서 만난 이순재 친구역
- 2006년 SBS 《천국보다 낯선》- 노진호 역
- 2008년 SBS 《타짜》- 감방장 역
- 2012년 KBS2 《KBS 드라마 스페셜 - 아트》 - 김기표 역

## 방송
- 2023년 MBN 특종세상

## 영화
- 1990년 동경아리랑
- 1992년 시비시비
- 2002년 피도 눈물도 없어
- 2004년 아라한 장풍 대작전
- 2007년 이브의 유혹 - 키스